# Liste von Persönlichkeiten aus Grancia
Diese Liste enthält in Grancia geborene Persönlichkeiten und solche, die in Grancia ihren Wirkungskreis hatten, ohne dort geboren zu sein. Die Liste erhebt keinen Anspruch auf Vollständigkeit.

## Persönlichkeiten
(Sortierung nach Geburtsjahr)
- Familie Vanelli. [1]
  - Giovanni Vanelli (* um 1550 in Grancia; † nach 1593 ebenda), Baumeister, arbeitete 1593 am Bau der Festungswerke von Casale Monferrato.[1]
  - Aloisio (Luigi) Vanelli (* um 1555 in Grancia; † nach 1591 ebenda), Baumeister oder Bildhauer, stand 1591 im Dienste des Herzogs von Savoyen.[1]
  - Federico Vanelli (* um 1560 in Grancia; † nach 1600 ebenda), 1589 und 1620 als Giesser in Savoyen erwähnt.[1]
  - Giovanni, Ugo und Domenico Vanelli (* um 1580 in Grancia; † nach 1620 ebenda), Söhne des Federico, 1620 als Giesser in Savoyen erwähnt.[1]
  - Carlo Vanelli (* um 1580 in Grancia; † nach 1617 in Ivrea), Festungsarchitekt in Ivrea.[2]
  - Giacomo Vanello (* um 1660 in Grancia; † nach 1703 ebenda ?), Baumeister in Turin zusammen mit Giovan Domenico Carlone und Giovan Battista Quadrone[3]
  - Giuseppe Ludovico Maria Vanelli (* um 1736 in Grancia; † 29. April 1799 in Lugano (ermordet)), Priester, Journalist, Publizist, er galt als revolutionärer Jakobiner. Förderer des Anschlusses der Tessiner Vogteien an die Cisalpine Republik musste am 27. Februar 1798 aus Lugano fliehen und fiel am 29. April 1799 als Opfer der Revolution in Lugano gegen die helvetische Regierung.[1][4]
  - Giuseppe Vanelli (* 27. Februar 1781 in Grancia; † nach 1825 in Lugano), Redaktor des Corriere della Svizzera, in Lugano, 1822, und des Osservatore del Ceresio bis 1825.[1]

- Alexander Béha (* 25. Februar 1821 in Unterkirnach; † 3. März 1901 in Grancia), Unternehmer, Hôtelier, Publizist, Bürger von Grancia[5][6]
- Enrico de Martini (1838–1886), von Grancia, Unternehmer, wurde mit Castelli und Violini von der Stadt Mailand mit dem Bau der Paläste auf der Südseite des Domplatzes betraut, Politiker, Tessiner Grossrat[7]

- Familie Ramelli. [8]
  - Adeodato Ramelli (* u8m 1625 in Grancia; † nach 1657 ebenda), Bildhauer schuf die Mosaiken im Königspalast von Turin[9]
  - Francesco Ramelli (* um 1630 in Grancia; † nach 1663 ebenda), Holzschnitzler, schuf im Königspalast in Turin[9]
  - Bernardino Ramelli (* 28. Juni 1873 in Grancia; † 29. Oktober 1930 in Lugano), Architekt des Jugendstils baute in Lugano die Paläste Censi, Airoldi, das Spital Pio Rezzonico[9][10]
  - Battista Ramelli (* 1. Dezember 1896 in Grancia; † 13. Oktober 1921 in Lugano), Maler, Zeichner schuf dekorative Tafel, Landschaft und Porträt[11]